# Козлов, Сергей Михайлович
Сергей Михайлович Козлов (26 июля 1965, Земетчино, Пензенская область, РСФСР, СССР) — российский государственный деятель. Начальник Главного управления МЧС России по Пензенской области (2011 — 2021).

## Биография
Родился 26 июля 1965 года в районном поселке Земетчино Пензенской области.
В 1985 году окончил Ивановское пожарно-технического училище МВД СССР, квалификация «пожарный техник». По окончании училища с 1985 по 1989 г. работал начальником инспекции группы государственного пожарного надзора отдела внутренних дел Кондольского райисполкома УВД Пензенской области.
С 1989 по 1993 гг. являлся слушателем Высшей инженерной пожарно-технической школы МВД РФ по специальности «инженер».
В 1993—1999 гг. — начальник 6-го отряда пожарной охраны пожарной охраны управления государственной противопожарной службы УВД в селе Бессоновка Пензенской области.
С 1999 по 2000 гг. — заместитель начальника отдела службы и подготовки управления государственной противопожарной службы УВД Пензенской области.
С 2000 по 2001 гг. — начальник отдела государственного пожарного надзора управления государственной противопожарной службы УВД Пензенской области.
С 2001 по 2002 гг. — начальник управления государственной противопожарной службы МЧС России Пензенской области.
С 2002 по 2005 гг. — первый заместитель министра по делам гражданской обороны и чрезвычайным ситуациям Пензенской области — начальник управления государственной противопожарной службы МЧС России Пензенской области.
С 2005 по 2011 гг. — первый заместитель начальника Главного управления МЧС России по Пензенской области (по Государственной противопожарной службе).
Указом Президента России с 18 ноября 2011 назначен начальником Главного управления МЧС России по Пензенской области.
Указом Президента России освобожден от должности 8 июня 2021 года.

## Награды
- Медаль ордена «За заслуги перед Отечеством» II степени (2019)[3];
- Медаль Жукова;
- Медаль «За отвагу на пожаре»;
- Юбилейная медаль «70 лет Вооружённых Сил СССР» (1988);
- Медаль «За безупречную службу» III степени (МВД РСФСР, 1992)
- Медаль «За отличие в ликвидации последствий чрезвычайной ситуации»;
- Медаль «За безупречную службу»;
- Медаль «За укрепление уголовно-исполнительной системы» II степени (Минюст России)
- Медаль «200 лет МВД России» (МВД России);
- ведомственный медали МЧС России;
- Почётный знак МЧС России;
- нагрудный знак МЧС России «За заслуги»;
- Памятный знак «За заслуги в развитии города Пензы»[4].